# Śluzicowate
Śluzicowate (Myxinidae) – rodzina morskich bezżuchwowców zaliczanych do rzędu śluzicokształtnych (Myxiniformes). Obejmuje około 80 współcześnie żyjących gatunków.

## Klasyfikacja
Rodzina dzieli się na trzy podrodziny:
- Eptatretinae Bonaparte, 1850
- Myxininae Rafinesque, 1815
- Rubicundinae Fernholm, Norén, Kullander, Quattrini, Zintzen, Roberts, Mok & Kuo, 2013